# Волька (Ивацевичский район)
Волька (бел. Волька) — деревня в Ивацевичском районе Брестской области Белоруссии. Административный центр Вольковского сельсовета.

## География
Деревня расположена на реке Щара, в 27 километрах от центра района — города Ивацевичи, с которым связано автодорогой, и в 15 километрах от железнодорожной станции Доманово.

## История
Поселение известно с XVI века как село в Брестском повете Брестского воеводства Великого Княжества Литовского. С 1795 в составе Российской Империи. В 1886 году — 40 дворов, 743 жителя, имелась церковь. В 1921—1939 в составе Польши.  С 1939 в БССР. Центр сельсовета с 1940 года. В годы Великой Отечественной войны была оккупирована.

## Инфраструктура
Работают базовая школа, детский сад, библиотека, ФАП, почта, магазины, лесничество, присутствует туристический комплекс.

## Население
По состоянию на 2009 год 293 хозяйства, 546 жителей. В 2019 году — 618 жителей.

## Культура
- Этнографический музей ГУО "Вольковская СШ"